# Умм ель-Кааб

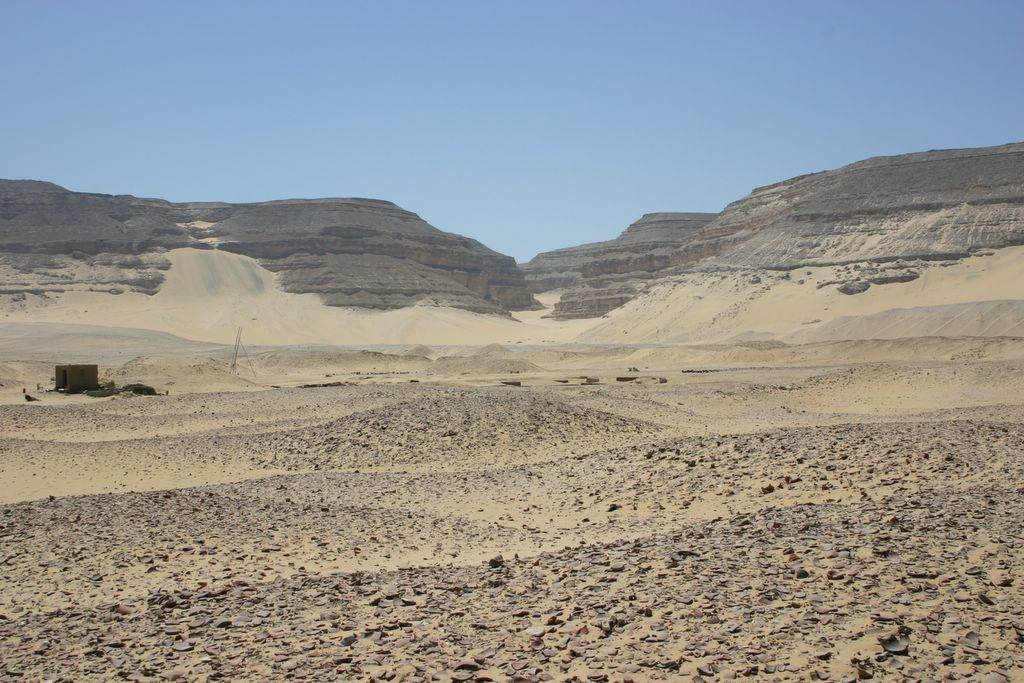
Вид некрополю Умм ель-Кааб

Умм ель-Кааб (араб. أم القعاب) — найдавніший у Єгипті царський некрополь, розташований за 1,5 км на захід від Абідоса. У некрополі були виявлені гробниці додинастичних правителів і царів I—II династій.
Гробниця, споруджена для царя I династії Джера, принаймні, з часів Середнього царства вважалась гробницею Осіріса та слугувала об'єктом поклоніння паломників. Сучасна назва місцевості у перекладі з арабської означає «Мати горщиків». Назва походить від величезної кількості осколків кераміки, що залишились від паломників.